# 上州 (中国)
上州（じょうしゅう）は、中国にかつて存在した州。現在の湖北省十堰市鄖西県と陝西省安康市東部に設置された。

## 魏晋南北朝時代
南朝宋に設置された北上洛郡を前身とする。南朝梁により南洛州と改められた。554年（廃帝3年）、西魏により南洛州は上州と改称された。州治は上津県に置かれた。北周のときには、上州は上津郡と上甲郡の2郡を管轄した。

## 隋代
583年（開皇3年）、隋が郡制を廃すると、上州の属郡は廃止された。605年（大業元年）、上州は廃止された。属県の上津県は商州に、黄土県と豊利県は金州に編入された。

## 唐代
618年（武徳元年）、唐により上州が再び設置された。634年（貞観8年）に廃止された。属県の上津県は商州に、黄土県は金州に、豊利県は均州に編入された。